# هیلزبورو (تگزاس)
هیلزبورو، تگزاس(به انگلیسی: Hillsboro, Texas) شهری در ایالت تگزاس از ایالات جنوبی ایالات متحده آمریکا است. در سرشماری سال ۲۰۰۰، جمعیت این شهر ۸۲۳۲ نفر اعلام شد.